# Enginyeria de tensió

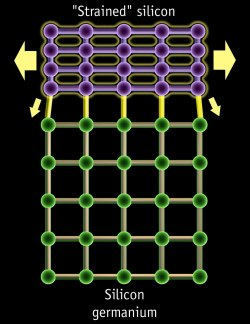
Figura del Silici estirat

L'enginyeria de tensió fa referència a una estratègia general emprada en la fabricació de semiconductors per millorar el rendiment del dispositiu. Els beneficis de rendiment s'aconsegueixen mitjançant la modulació de la tensió, com un exemple, al canal del transistor, que millora la mobilitat d'electrons (o mobilitat del forat) i, per tant, la conductivitat a través del canal. Un altre exemple són els fotocatalitzadors de semiconductors dissenyats sota tensió per a un ús més efectiu de la llum solar.

## Enginyeria de tensió en la fabricació de CMOS
L'ús de diverses tècniques d'enginyeria de soques ha estat informat per molts fabricants de microprocessadors destacats, inclosos AMD, IBM i Intel, principalment pel que fa a tecnologies sub-130 um. Una consideració clau a l'hora d'utilitzar l'enginyeria de tensió en tecnologies CMOS és que PMOS i NMOS responen de manera diferent als diferents tipus de tensió. Concretament, el rendiment de PMOS s'aconsegueix millor aplicant una tensió de compressió al canal, mentre que NMOS obté beneficis de la tensió de tracció. Molts enfocaments de l'enginyeria de soques indueixen la tensió localment, permetent que la soca del canal n i del canal p es modulin de manera independent.
Un enfocament destacat consisteix en l'ús d'una capa de cobertura que indueix la tensió. El nitrur de silici CVD és una opció habitual per a una capa de tapa tensa, ja que la magnitud i el tipus de tensió (per exemple, tracció vs compressiva) es poden ajustar modulant les condicions de deposició, especialment la temperatura. Les tècniques estàndard de modelització de litografia es poden utilitzar per dipositar selectivament capes de tapa que indueixen la tensió, per dipositar una pel·lícula compressiva només sobre el PMOS, per exemple.
Les capes de limitació són clau per a l'enfocament Dual Stress Liner (DSL) informat per IBM-AMD. En el procés DSL, s'utilitzen tècniques estàndard de patronatge i litografia per dipositar selectivament una pel·lícula de nitrur de silici de tracció sobre el NMOS i una pel·lícula de nitrur de silici compressiva sobre el PMOS.
Un segon enfocament destacat implica l'ús d'una solució sòlida rica en silici, especialment silici-germani, per modular la tensió del canal. Un mètode de fabricació implica el creixement epitaxial de silici a la part superior d'una capa inferior de silici-germani relaxada. La tensió de tracció s'indueix al silici a mesura que la xarxa de la capa de silici s'estira per imitar la constant de gelosia més gran del silici-germani subjacent. Per contra, la tensió de compressió es podria induir utilitzant una solució sòlida amb una constant de gelosia més petita, com ara silici-carboni. Vegeu, per exemple, la patent dels EUA núm. 7.023.018. Un altre mètode estretament relacionat consisteix a substituir la regió d'origen i drenatge d'un MOSFET per silici-germani.